# Guijá (distrito)

Localização do distrito de Guijá em Moçambique

O distrito de Guijá está situado na parte sul da província de Gaza, em Moçambique. A sua sede é a vila do Caniçado.
Limites geográficos: a norte com o distrito de Chigubo, a leste com o distrito do Chibuto, a sul e sudoeste com o distrito de Chókwè e a oeste com o distrito de Mabalane.
O distrito de Guijá tem uma superfície de 3 589 km² e uma população recenseada em 2007 de 76 308 habitantes, o que resulta numa densidade populacional de 21,3 habitantes/km². A população recenseada em 2007 representa um aumento de 33,4% em relação aos 57 217 habitantes registados no Censo de 1997.

## Divisão administrativa
O distrito está dividido em quatro postos administrativos: (Caniçado, Chivonguene, Mubanguene e Nalazi), compostos pelas seguintes localidades:
- Posto Administrativo de Caniçado:
  - Vila do Caniçado
- Posto Administrativo de Chivonguene:
  - Chibabel
  - Chivonguene
- Posto Administrativo de Mubanguene:
  - Mpelane
  - Mubanguene
  - Tomanine
- Posto Administrativo de Nalazi:
  - Mbala Vela
  - Nalazi-Sede